# Estación de Cugy
La estación de Cugy es una estación ferroviaria de la comuna suiza de Cugy, en el Cantón de Friburgo.

## Historia y situación
La estación de Cugy fue inaugurada en el año 1877 con la puesta en servicio del tramo Payerne - Yverdon-les-Bains de la conocida como línea del Broye transversal Friburgo - Payerne - Yverdon-les-Bains.
Se encuentra ubicada en el borde norte del núcleo urbano de Cugy. Cuenta con un andén lateral al que accede una vía pasante, a la que hay que sumar otra vía pasante y una vía topera.
En términos ferroviarios, la estación se sitúa en la línea Friburgo - Yverdon-les-Bains. Sus dependencias ferroviarias colaterales son la estación de Payerne hacia Friburgo y la estación de Estavayer-le-Lac en dirección Yverdon-les-Bains.

## Servicios ferroviarios
Los servicios ferroviarios de esta estación están prestados por SBB-CFF-FFS:

### Regionales
- R Romont - Friburgo - Payerne - Yverdon-les-Bains. Trenes cada hora entre Romont e Yverdon-les-Bains, parando en todas las estaciones del trayecto. Trenes entre Friburgo y Estavayer-le-Lac cada hora, totalizando una frecuencia en el tramo Friburgo - Estavayer-le-Lac de un tren cada media hora.